# Principat de Sant
Sant (o Sunth) fou un estat tributari protegit a la presidència de Bombai, província de Gujarat, a l'agència de Rewa Kantha i després a l'agència dels Estats del Gujarat. amb una superfície de 1.020 km² i el formaven una ciutat i 84 pobles. Afrontava al nord amb Kadana, Dungarpur i Banswara; a l'est amb la taluka de Jhalod del districte de Panch Mahals; al sud amb Sanjeli i la taluka de Godhra del districte de Panch Mahals; i a l'oest amb Lunavada. La població el 1931 era de 82.538 habitants. Els rius principals eren el Mahi al nord-oest i el Panam al sud-oest; al centre els petits rius de Chibota i Suki.
La població era:
- 1881: 52.822
- 1891: 74.275
- 1901: 39.956 (baixada del 46% degut a la fam de 1899-1900)

Les principals ciutats eren Rampur (3.338 habitants, la capital) i Sant (menys de 1000); hi havia altres 86 pobles. Els hindús eren 38.211 i els musulmans 1.552.
Els sobirans reclamaven ser descendents de la branca Mahipawat del clan ponwar o paramara de la nissaga reial de Malwa que fou expulsada d'Ujjain vers l'any 1000. Segons les llegendes locals, el ponwar Jhalam Singh de Mont Abu, va conquerir Jhalod als Panch Mahals i va donar el seu nom a la ciutat. La família reial hauria emigrat des de Dhar a Malwa quan el territori fou conquerit pels musulmans. Fou fundat suposadament el 1255 per un rajput ponwar paramara anomenat Sant que va deixar el nom al país. Des del 1443 foren feudataris del sultanat de Gujarat i quan aquest estat fou conquerit pels mogols al segle XVI, Sant en fou vassall i al final de l'imperi va ampliar el seu territori. Es diu que l'emperador assabentat de la bellesa de la filla del príncep Jhalam Singh, rana de Jhalod (el cinquè després del primer Jhalam Singh), la va demanar en matrimoni però Jhalam va refusar l'aliança i fou atacat i derrotat. El seu fill Rana Sunth (Rana Sant) va fugir a les jungles sota protecció d'un cap bhil de nom Sutta i que després va matar a aquest i es va apoderar del seu territori amb la capital Brahmapuri a la que va donar el seu nom de Sunth o Sant; això sembla una barreja de records de 1255 i del temps dels mongols, més que autèntics fets.
El 1819 Sindhia va envair l'estat i hauria estat annexionat sense la intervenció britànica que va establir que Sant pagaria un tribut a canvi de la retirada de Sindhia. El 1826 l'estat fou inclòs a Rewa Kantha. Els sobirans portaven el títol de rana i tenien dret a salutació de 9 canonades; els darrers foren:
- Bhawansinhji ?-1872
- Pratapsinhji 1873 - 1896
- Zorawarsinhji Pratapsinhji 1896 - 1946
- Pravinsinhji Zorawarsinhji 1946 - 1948

Disposaven d'una petita força de 13 àrabs que formaven la guàrdia del palau, i una policia de 155 homes dels quals 5 homes a més eren artillers. 39 parrawats governaven pobles en feu.
El 10 de juny de 1948 va quedar integrat a la província i després estat de Bombai.
La bandera de l'estat era rectangular en tres franges horitzontals: groga la superior, vermella la central, i verda la inferior.